# Academia Gustaviana

„1632“ im Logo der Universität Tartu

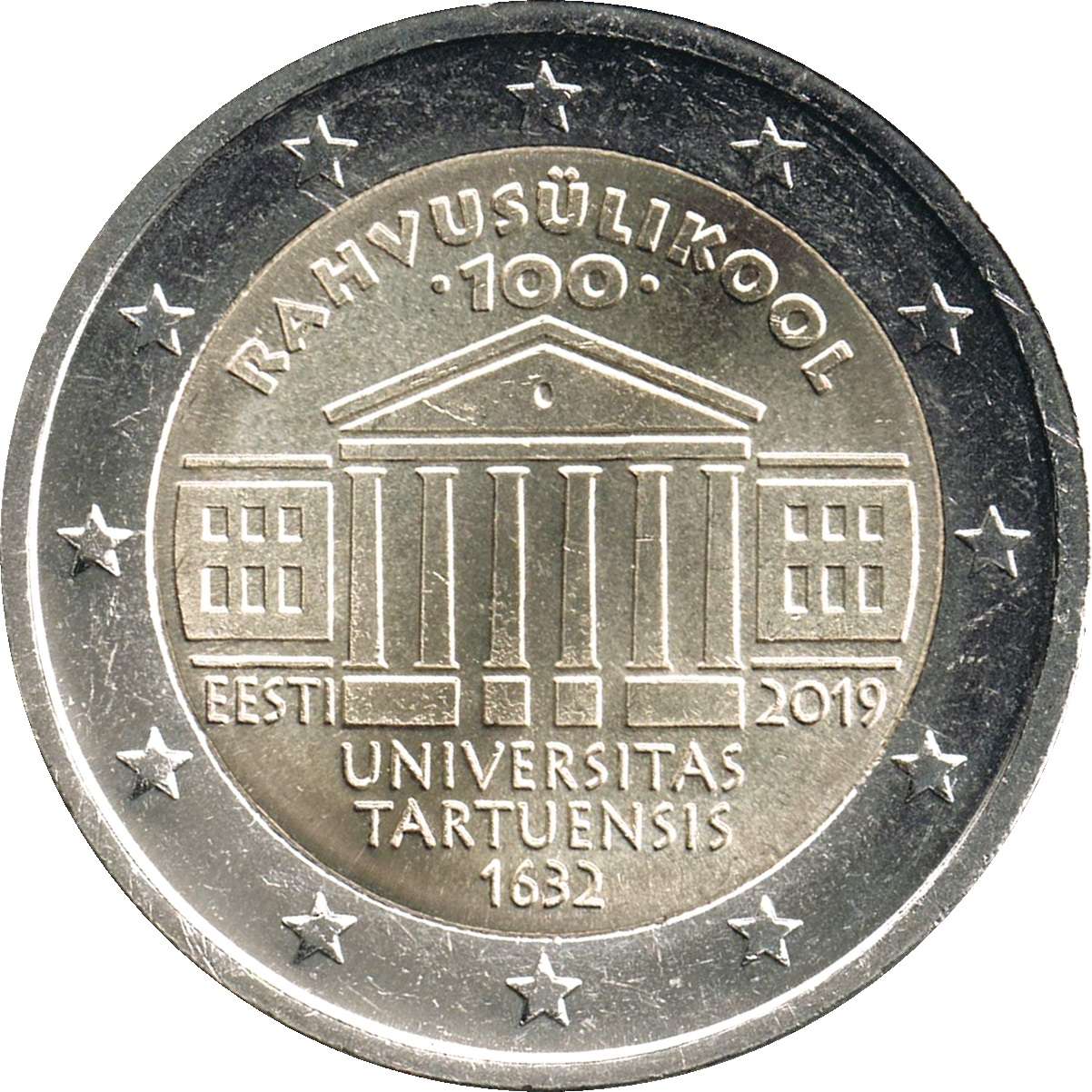
„1632“ auf einer 2-Euro-Gedenkmünze von 2019

Die Academia Gustaviana war von 1632 bis 1655 und als Academia Gustavo-Carolina von 1690 bis 1710 eine Universität in Schwedisch-Livland.

## Geschichte

### Academia Gustaviana
Die Academia Gustaviana wurde 1632 von König Gustav II. Adolf von Schweden gegründet. Sie war die zweitälteste Universität im damaligen schwedischen Herrschaftsbereich nach der Universität Uppsala (1477) und wurde 1648 die drittälteste, als die Universität Greifswald zu Schwedisch-Pommern kam (1456). Nach ca. 20 Jahren wurde sie nach Reval verlegt und schloss 1665.

### Academia Gustavo-Carolina
1690 wurde sie als Academia Gustavo-Carolina in Dorpat wiedereröffnet und 1699 nach Pernau verlegt.
1710 wurde der Betrieb eingestellt, nachdem Livland im Großen Nordischen Krieg unter russische Herrschaft gekommen war.

### Auswirkungen der Standortwahl
Bei Diskussionen um die Gründung einer Universität in den Ostseegouvernements des Kaiserreichs Russland wurde für Dorpat argumentiert mit dem Hinweis, dass sich dort schon einmal eine Universität befunden habe. Schließlich setzte sich der Standort gegen Mitau mit seiner seit 1775 bestehenden Academia Petrina durch und 1802 wurde die Kaiserliche Universität Dorpat gegründet.
Die Universität Tartu sieht sich als Fortsetzung dieser Universität, ihr Logo enthält als einzige Jahreszahl, das Gründungsjahr der Academia Gustaviana.

## Personen

### Personal (Auswahl)
Academia Gustaviana
1. Andreas Virginius (1596–1664), nahm an der Eröffnung der Universität 1631 Teil und vertrat als „I. Professor“ die Fächer Altes Testament und Kirchengeschichte; dreimal Rektor der Academia Gustaviana (1633, 1638/39 und 1645/46), einmal stand er ihr als Prorektor vor
2. Heinrich Hein (1590–1666), 1632 an die Academia Gustaviana gerufen und hatte von 1632 bis 1656 als erster Professor den Lehrstuhl für Rechtswissenschaft an der Universität inne; 1633/34, 1639/40, 1648/49 und 1655/56 Rektor der Universität
3. Johan Skytte (1577–1645), 1632 Kanzler der Academia Gustaviana
4. Philipp von Scheiding (1578–1646), 1635 Vizekanzler der Academia Gustaviana
5. Salomon Matthiae (1609–1665), Rektor

Academia Gustaviana-Carolina
1. Jakob Johann von Hastfer (1647–1695), 1690 Kanzler
2. Hermann Witte (1666-728), 1690er Professor an der Academia Gustaviana
3. Daniel Eberhard (1668–1710), 1699 bis 1700 Professor der griechischen und orientalischen Sprachen an der Universität in Pernau.

### Studierende (Auswahl)
Academia Gustaviana
1. Christopher von Güntersberg († 1678), General
2. Johannes Baazius der Jüngere (1626–1681)
3. Bengt Skytte (1614–1683)

Academia Gustaviana-Carolina
1. Gotthard Wilhelm Marcks von Würtemberg (1688–1778)
2. Heinrich Brüningk (1675–1736), 1690 immatrikuliert
3. David Kellner (1670–1748), 27. Juni 1694 immatrikuliert